# Полжанська Горца
Полжанська Горца (словен. Polžanska Gorca) — поселення в общині Шмарє-при-Єлшах, Савинський регіон, Словенія. 
Висота над рівнем моря: 332 м.